# Frankland Islands
Frankland Islands è un gruppo di cinque isole continentali situate nel mar dei Coralli lungo la costa del Queensland, in Australia. Si trovano a 10 km dalla costa in corrispondenza della foce dei fiumi Russel e Mulgrave, circa 45 km a sud-est di Cairns.
Le isole (Russel Island solo in parte) costituiscono un parco nazionale (Frankland Islands National Park) che copre 0,77 km² e si trovano all'interno della Parco marino della Grande barriera corallina (Great Barrier Reef World Heritage Area).

## Le isole
Le cinque isole del gruppo, che hanno una superficie complessiva di 0,77 km², (da nord a sud) sono:
- High Island, l'isola maggiore, che dista circa 10 km dalle altre isole (in direzione nord-ovest); ha una superficie di 69 ha e un'altezza di 158 m.[3]
- Normanby Island ha una superficie di 6 ha[2] e un'altezza di 20 m[3].
- Mabel Island ha una superficie di 2 ha e un'altezza di 26 m[3].
- Round Island è uno scoglio rotondo con un'altezza di 28 m[3].
- Russel Island, ha una superficie di 20 ha[2] e un'altezza di 78 m[3]. L'isola è solo in parte parco nazionale, una parte di essa è riservata al faro che è stato costruito nel 1929 e convertito in energia solare nel 1989.[3]

A nord delle Frankland Islands si trova Fitzroy Island.

### Flora e fauna

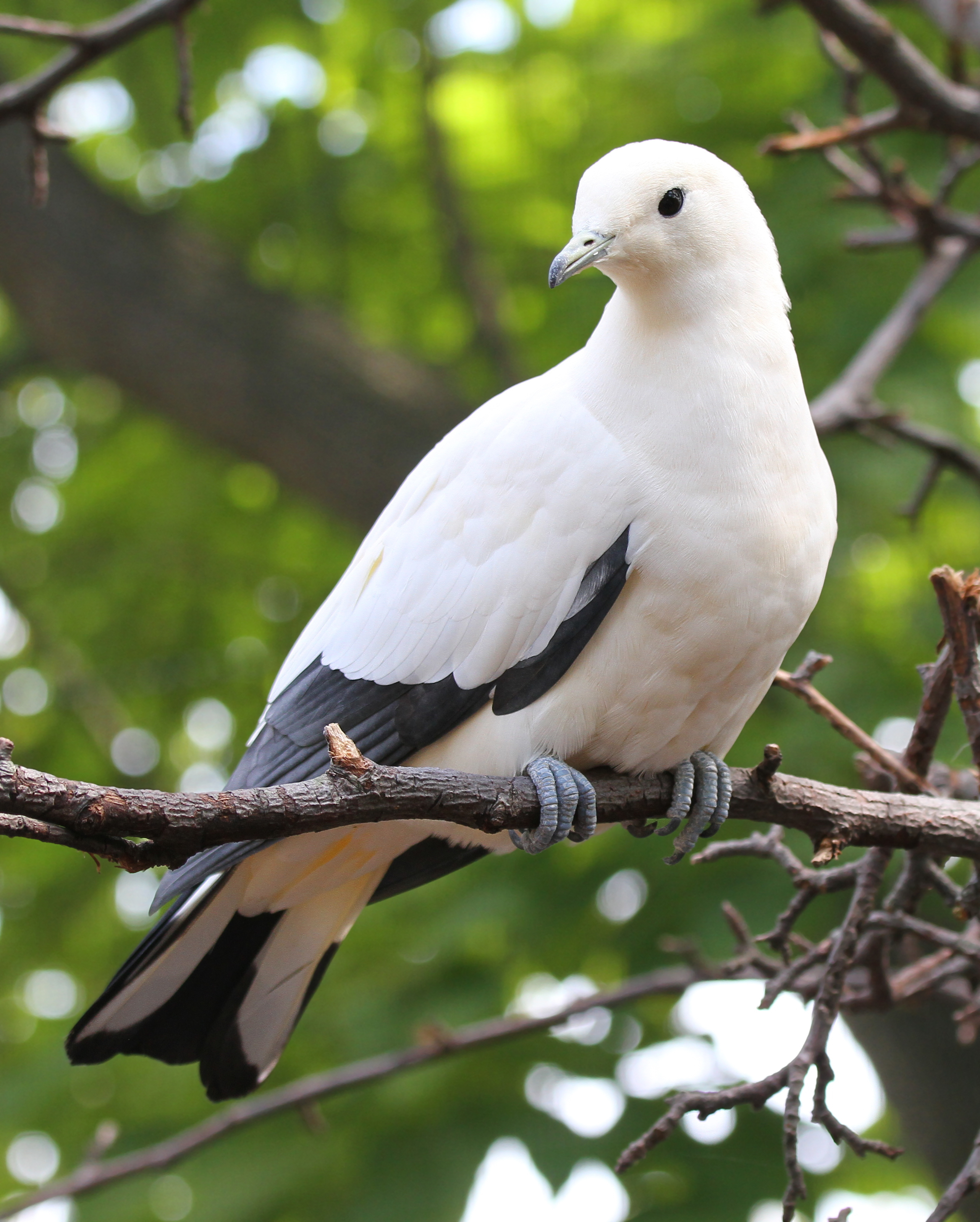
Il piccione imperiale bianconero

Le isole hanno alte zone rocciose, una lussureggiante foresta tropicale con Casuarina equisetifolia, Heliotropium arboreum; sono presenti anche le specie di mangrovia Avicennia marina e Rhizophora stylosa.
Popolano le isole il fraticello, la sterna nucanera, la sterna dalle redini, la sterna del Ruppel, il voltapietre, l'occhione maggiore australiano (specie a rischio), il piro-piro asiatico, l'artamo pettobianco, la colomba frugivora corona rosa, il martin pescatore sacro, l'Halcyon senegalensis oltre a una varietà di melifagidi e rapaci. Normanby e Russel Island supportano colonie riproduttive di piccione imperiale bianconero che migra dalla Nuova Guinea per nidificare sulle isole.
Su Normanby c'è una colonia di volpe volante dagli occhiali e Russel Island ha una piccola popolazione di emballonuridi.

## Storia
Le isole erano tradizionalmente frequentate dai popoli aborigeni Mandingalby Yindinji e Gungandji.
L'esploratore James Cook diede questo nome alle isole, nel 1770 durante il suo primo viaggio, in onore di Sir Thomas Frankland (1685 – 1747) lord dell'Ammiragliato britannico e di suo nipote, anch'egli di nome Thomas Frankland (1718 – 1784).